# Villedômain
Villedômain är en kommun i departementet Indre-et-Loire i regionen Centre-Val de Loire i de centrala delarna av Frankrike. Kommunen ligger i kantonen Montrésor som tillhör arrondissementet Loches. År 2022 hade Villedômain 127 invånare.

## Befolkningsutveckling
Antalet invånare i kommunen Villedômain
Referens:INSEE